# Tropicaliente
Tropicaliente é uma telenovela brasileira produzida e exibida pela TV Globo de 16 de maio a 30 de dezembro de 1994, em 194 capítulos. Substituiu Sonho Meu e foi substituída por Irmãos Coragem, sendo a 46ª "novela das seis" exibida pela emissora.
Escrita por Walther Negrão, com a colaboração de Elizabeth Jhin, Ângela Carneiro e Vinícius Vianna, teve a direção de Gonzaga Blota, Marcelo Travesso e Rogério Gomes. A direção geral e núcleo foram de Gonzaga Blota.
Contou com as participações de Sílvia Pfeifer, Herson Capri, Regina Dourado, Francisco Cuoco, Victor Fasano, Cássio Gabus Mendes, Selton Mello e Carolina Dieckmmann.

## Enredo
Ramiro é o líder de uma aldeia de pescadores em Fortaleza, no Ceará. Casado com Serena, a companheira de todas as horas, é pai de dois filhos, Cassiano e Açucena. O rapaz é o namorado de Dalila, filha do grande amigo de Ramiro, Samuel, também pescador, marido de Ester, que tem mais um filho, Davi, um jovem que formou-se doutor mas se envergonha de sua origem humilde.
Letícia é filha do milionário Gaspar Velásquez, um homem que deixou as empresas nas mãos da filha para curtir a vida. Em casa, Letícia enfrenta problemas de relacionamento com os filhos, Vítor e Amanda. Viúva e charmosa, ela procura um novo rumo para sua vida afetiva. Pretendentes não faltam, como o galante François, de olho em sua beleza e fortuna. Para conquistá-la, ele tem o auxílio de Franchico, um tremendo picareta.
Mas Letícia fica balançada com o reencontro com Ramiro, a grande paixão de sua vida, o que vai desencadear uma série de conflitos, como o namoro de Vítor, o filho de Letícia, um rapaz com sérios problemas psicológicos, com a doce Açucena, a filha de Ramiro.

## Elenco
| Ator/Atriz          | Personagem                        |
| ------------------- | --------------------------------- |
| Sílvia Pfeifer      | Letícia Velasquez                 |
| Herson Capri        | Ramiro Soares                     |
| Regina Dourado      | Serena Soares                     |
| Francisco Cuoco     | Gaspar Velasquez                  |
| Victor Fasano       | François Vieira da Silva          |
| Cássio Gabus Mendes | Franchico                         |
| Carolina Dieckmmann | Açucena Soares                    |
| Selton Mello        | Vitor Velasquez                   |
| Carla Marins        | Dalila                            |
| Márcio Garcia       | Cassiano Soares                   |
| Palomma Duarte      | Amanda Velasquez                  |
| Natália Lage        | Ana Carolina Botelho (Adrenalina) |
| Stênio Garcia       | Samuel                            |
| Ana Rosa            | Ester                             |
| Nívea Maria         | Soledad                           |
| Edney Giovenazzi    | Bonfim                            |
| Lúcia Alves         | Isabel                            |
| Leila Lopes         | Olívia                            |
| Delano Avelar       | Davi                              |
| Guga Coelho         | Luiz Roberto / Pessoa             |
| Branca de Camargo   | Estela                            |
| Nelson Dantas       | Velho Bujarrona                   |
| Cleyde Blota        | Ivanilda / Hilda                  |
| João Carlos Barroso | Plínio                            |
| Cinira Camargo      | Manoela                           |
| Karina Perez        | Lilian                            |
| Lu Martan           | Fred Assunção                     |
| Gabriela Alves      | Pitanga                           |
| Antonio Grassi      | Conrado                           |
| Ilva Niño           | Neide                             |
| Ricardo Pavão       | Delegado Damasceno                |
| Daniela Escobar     | Berenice                          |
| Giovanna Antonelli  | Benvinda                          |
| Mônica Fraga        | Janaína                           |
| Paco Sanches        | Manjubinha                        |
| Adriana Broux       | Suzana                            |

Elenco de apoio
- Bruno Giordano - Pescador
- Jonas Bloch - Jordi (falecido marido de Letícia)
- Carolina Ferraz - Luíza Herzog
- Dudu Almeida - Paco
- Emílio Vaz - Fabiano

## Produção

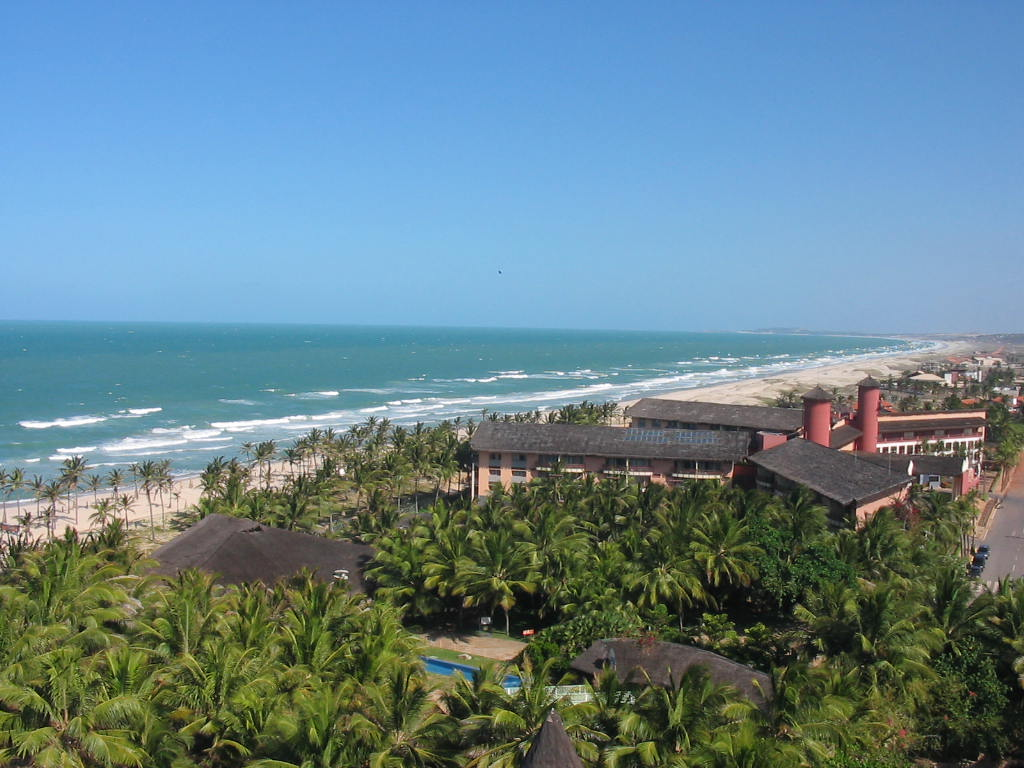
A Praia de Porto das Dunas serviu de cenário para as cenas de Tropicaliente.

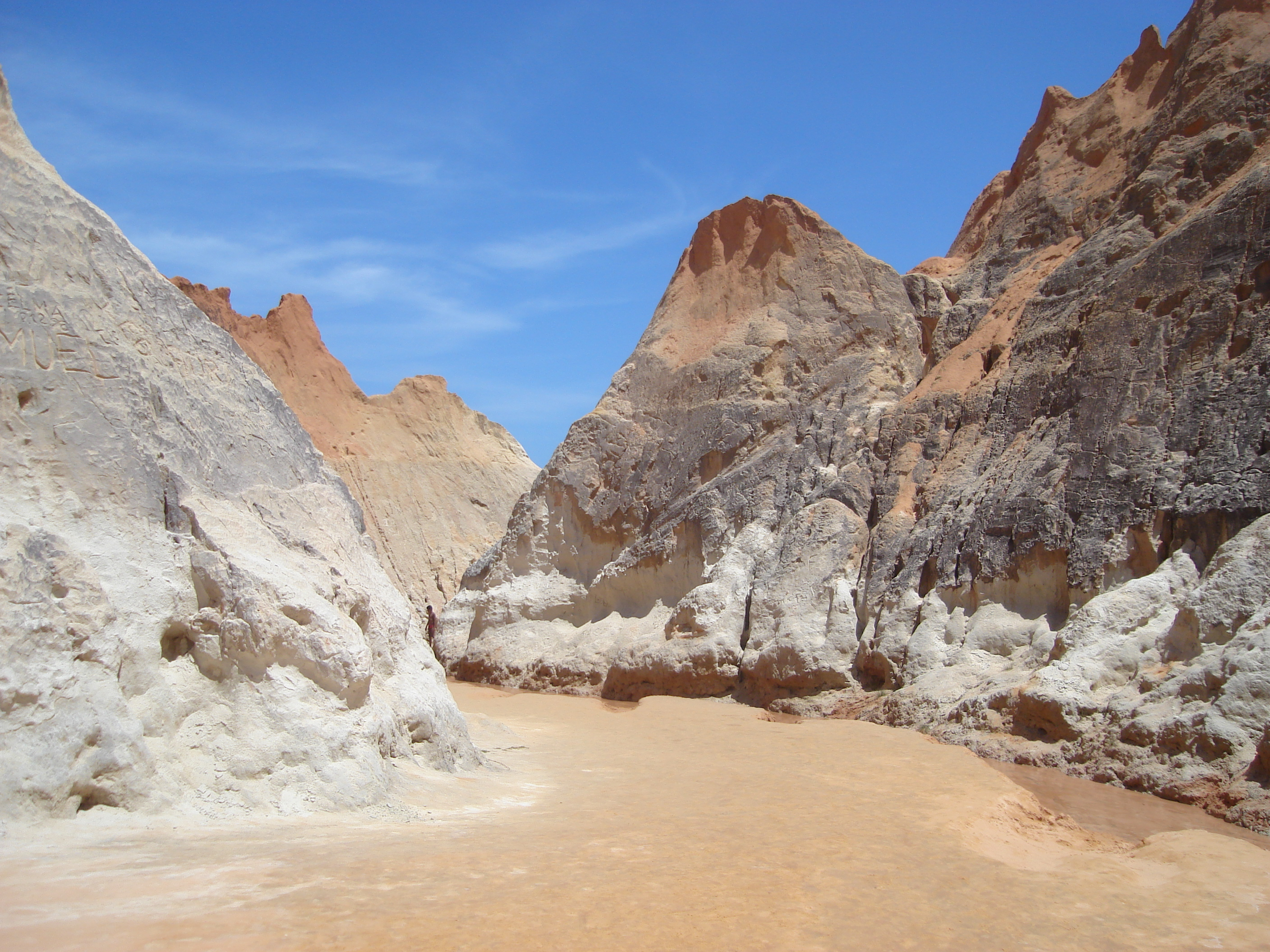
A Praia de Morro Branco foi outro cenário para as cenas de Tropicaliente.

Walther Negrão inspirou-se nas paisagens do Caribe para escrever Tropicaliente, e homenageava seu amigo Cassiano Gabus Mendes, falecido no ano anterior, ao batizar o personagem de Márcio Garcia com seu nome, Cassiano. O filho do autor, Cássio Gabus Mendes, também participa da trama.
Para fazer sua paisagem "caribenha", a Globo fez as imagens de Tropicaliente em Fortaleza. A produção teve ajuda do governo do Ceará, que mobilizou o setor hoteleiro e deu apoio em algumas despesas, alugando um helicóptero para as gravações em alto-mar, além de ônibus, automóveis, jangadas e bugues. Na época, o governo do estado calculou que o investimento na telenovela, até outubro de 1994, seria de US$ 500 mil na infraestrutura de Tropicaliente, este investimento subiria depois para US$ 700 mil. Paulo Ubiratan, o diretor do núcleo artístico da Globo, dirigiu os primeiros capítulos de Tropicaliente em Fortaleza. As gravações na capital cearense foram atrasadas em razão das fortes chuvas nos dois dias de gravação, já que as cenas tinham que ser feitas com tempo ensolarado na praia. Sílvia Pfeifer chegou a dizer "Se a gente gravasse a novela em Londres, não teria que esperar o sol". Então foram feitos quatro roteiros: um para se chovesse, outro para sol, outro para chuva fina e outro para chuva só em um período do dia. Francisco Cuoco, Edney Giovenazzi, Selton Mello e Delano Avelar gravaram cenas em um frigorífico, na periferia da cidade, a uma temperatura de 15 graus, "Que frio é esse?", perguntou Cuoco, enquanto se encolhia de frio dentro do frigorífico. No dia seguinte, o sol voltou e as cenas de praia puderam começar a serem gravadas. A Praia de Morro Branco, em Beberibe, também teve cenas gravadas, e recebeu em 22 de setembro de 1994 a visita da antropóloga Ruth Cardoso. Ainda no Ceará, foi também construída uma cidade cenográfica de 3 000 m² na Praia de Porto das Dunas, no município de Aquiraz. A vila de pescadores tinha casas com detalhes coloridos que davam uma atmosfera do Caribe ao cenário, cumprindo o desejo do autor Walter Negrão de dar cores "caribenhas" à telenovela. Os interiores das casas foram montados no Projac, em Jacarepaguá, na Zona Oeste da cidade do Rio de Janeiro. Os atores deixavam o Rio de Janeiro alguns dias a cada mês para gravar cenas em Fortaleza.
A equipe de figurino precisou de pesquisa para caracterizar os pescadores, especialmente um figurino que remetesse a um pescador tradicional, aqueles que ainda não utilizavam sandálias de borracha e roupas de tecido sintético. A figurinista Helena Brício buscou materiais no Ceará, visitando feiras populares e comprou renda, tela e algodão rústico. As roupas foram tingidas com casca de angico, de árvores nativas da América tropical, incluindo o Brasil, e foram usadas sandálias de couro.
Manjubinha, o simplório pescador vivido pelo ator Paco Sanches, retornaria em outra telenovela de Walther Negrão: Como uma Onda (2004), que voltaria a usar cenários praianos, gravada em Florianópolis e Flor do Caribe (2013), que teve locações no estado do Rio Grande do Norte.

## Recepção
"A novela "Tropicaliente" estreou segunda na Globo com a promessa de muitos corpos ardendo sob o sol nordestino de Fortaleza. Fez praia com sol. Teve gente com corpo molhado. Mas o paraíso tropical, kitsch, emoldurado num cartão-postal em efeito de edição, surgiu na tela como propaganda de automóvel – dirigido por Francisco Cuoco. Pior que novela mexicana é o Brasil "caribenho" das 18h. O nordeste estilizado de Walter Negrão tem jangadas, cabanas de palha, carrões e filhos de pescadores que parecem surfistas. Dá para entender porque os ricos da novela querem viver como os pobres dessa Fortaleza paradisíaca".

—Marcel Plasse da Folha.
A exibição de Tropicaliente ajudou a aumentar o turismo no estado do Ceará, e mesmo nos meses de baixa temporada, em que Tropicaliente foi ao ar, os hotéis ficaram lotados e o crescimento do turismo foi 30% superior ao dos anos anteriores.
A marca de calçados Azaleia lançou na época, a sandália Tropicaliente.
O ator Stênio Garcia e o diretor artístico Paulo Ubiratan, receberam o título de cidadãos do município de Beberibe, no Ceará, por conta da novela.
Embora Tropicaliente tenha sido elogiada pelas belas paisagens do Ceará, ao mesmo tempo foi criticada por esconder a miséria social do estado. O fato da telenovela ter sido em parte financiada pelo governo cearense resultou em críticas semelhantes da oposição política. Cida de Sousa, doutora em comunicação da Universidade Federal do Rio de Janeiro lembrou que os atores cearenses da novela "falavam de uma forma que ninguém fala no Ceará". No entanto, uma telespectadora da novela, moradora do bairro Pirambu disse para a Folha que achava bom que se mostre somente as belezas da terra, pois "Se mostrar o que tem de ruim ninguém vem para cá". Na opinião de Marcel Plasse, colunista da Folha, "`Tropicaliente' apela para saudade da era hippie em Brasil `caribenho'".

## Exibição
A telenovela estreou em maio de 1994, bem próximo do início dos jogos da Copa do Mundo FIFA de 1994. A trama não teve capítulos exibidos nos dias 20 de junho (segunda-feira), 24 de junho (sexta-feira) e 5 de julho de 1994 (terça-feira), pois nesses dias os jogos foram exibidos no horário da novela. A novela, com previsão de 197 capítulos, fechou com 194. O último capítulo foi reapresentado no último dia do ano.

### Reprises
Foi reexibida pelo Vale a Pena Ver de Novo de 20 de março a 7 de julho de 2000, em 79 capítulos, substituindo A Indomada e sendo substituída por A Próxima Vítima.
Foi reexibida na íntegra pelo Viva de 10 de novembro de 2014 a 23 de junho de 2015, substituindo História de Amor e sendo substituída por Despedida de Solteiro, às 15h30.

### Exibição internacional
Tropicaliente foi exibida na Bolívia, Chile, Chipre, Guatemala, Indonésia, Nicarágua, Noruega, Panamá, Paraguai, Peru, Portugal, República Dominicana, Turquia, Uruguai e Venezuela. Na Rússia, a trama foi exibida duas vezes pelo canal ORT. Neste país, Tropicaliente teve seu nome trocado para Tropikanka - "mulher tropical" em russo. O então diretor de vendas internacionais da Rede Globo, Geraldo Casé, comentou que "A novela foi um sucesso tão grande lá, que, quando compraram Mulheres de Areia, resolveram batizar de Sekret Tropikanki, que significa "O segredo de uma mulher tropical" - ou Tropikanka 2. O problema é que uma novela não tem nada a ver com outra. A única semelhança era que Mulheres de Areia também se passava numa cidadezinha litorânea".

### Outras Mídias
Em 14 de fevereiro de 2022, foi disponibilizada na íntegra pelo Globoplay, como parte do Projeto Resgate.

## Trilha sonora

### Nacional
Capa: Paloma Duarte
1. "Meu Amor, Não Vá Embora" - Beto Barbosa
2. "Pensamento" - Cidade Negra
3. "Menina" - Netinho
4. "A Praieira" - Chico Science e Nação Zumbi
5. "Sim Ou Não" - Djavan
6. "Não Dá Para Mim" - Megabeat
7. "Coração da Gente" - Elba Ramalho
8. "Tanta Solidão" - Roberto Carlos
9. "Menino Lindo" - Flor de Cheiro
10. "Muito Romântico" - Maurício Mattar
11. "Princesa" - Jorge Ben Jor
12. "O Bem do Mar" - Dorival Caymmi
13. "Praia Nua" - Jorge Vercillo
14. "Swing da Aldeia" - A Caverna

### Internacional
Capa: Herson Capri
1. "Porque Te Vas" - Jose Luis Perales
2. "Conga" - Gloria Estefan
3. "Ansiedad de Besarte" - Nat King Cole
4. "Piel Canela" - Linda Ronstadt
5. "Quien Me Tienda La Mano Al Pasar" - Pablo Milanés
6. "La Magia Del Ritmo (The Rhythm Is Magic)" - Marie Claire D'Ubaldo
7. "Años" - Mercedes Sosa & Pablo Milanés
8. "Viviré" - Juan Luis Guerra
9. "La Gota Fria" - Carlos Vives
10. "El Dia En Que Me Quieras" - Luis Miguel
11. "Cuando Calienta El Sol" - Trini Lopez
12. "Nosotros" - Eydie Gormé & Trio Los Panchos
13. "Oye Como Va" - Santana
14. "El Reloj" - Francisco Xavier
15. "De Que Callada Manera" - Ana Belén & Pablo Milanés
16. "Canción Por La Unidad Latinoamericana" - Pablo Milanés